# Instrumentbyggare (orgelbyggeri)
Instrumentbyggare AB, var ett företag i Ålem som tillverkade orglar och musikinstrument. 
Hade sitt orgelbyggeri i Ålem på Kyrkbyn 5246, 384 02 Ålem.
Företaget var med från 1988 i Föreningen Svenskt Orgelbyggeri.

## Historia
Företaget grundades av Knut Kaliff. 

### Knut Kaliff
Knut Yngve Kaliff, född 19 november 1946 i Katarina församling, Stockholm. Gift 14 maj 1988 med Nina Agneta Elise H Löthman. Tog över firman Åkerman & Lund Orgelbyggeri AB tillsammans med Lars Nordgren 1978, men lämnade firman under mitten av 1980-talet.

## Orglar
- 1987/1988 Munkfors kyrka (kororgel, står nu i Församlingshemmet, Munkfors) (Fondell & Kaliff Instrumentbyggare)
- 1989 Trefaldighetskyrkan, Arvika (kororgel) (Kaliff & Löthman Instrumentbyggare)
- 1990 Munkfors kyrka (Kaliff & Löthman Instrumentbyggare)
- 1990 Immanuelskyrkan, Stockholm  (tulesalen, Kaliff & Löthman Instrumentbyggare)
- 1992 Björkskatans kyrka (Kaliff & Löthman Instrumentbyggare)

### Renoveringar
- 1987 Adelsö kyrka (renovering)
- 1988–1989 Skärblacka missionskyrka (omdisponering, Knut Kaliff Instrumentbyggare)